# Caminantes Silenciosos
Los Caminantes Silenciosos son una tribu ficticia de Garou (hombres lobo) originaria de Egipto en el juego de rol Hombre lobo: El Apocalipsis. Sus formas Crinos recuerdan fuertemente a las representaciones artísticas del dios Anubis.
Debido a un cruel y terrible enfrentamiento con un clan de vampiros conocidos como Setitas (seguidores de Set) fueron exiliados de su territorio, convirtiéndose en vagabundos sin hogar y han estado vagando por el mundo durante siglos sin tener un sitio para llamar propio en términos de tribu. Debido a esto suelen ser considerados como los mejores mensajeros, y exploradores de entre las tribus. La llegada de un Caminante suela ser recibida con una mezcla de expectación y temor ya que tienen el hábito de ser heraldos de advertencias y malas noticias acerca de ataques inminentes. En condiciones normales son bien recibidos porque suelen llevar noticias e historias entre las tribus (si, incluso en esta era digital, se les considera mensajeros más seguros que los medios tecnológicos).
Su conocimiento de la Umbra es profundo y en términos del juego suelen llevar a remolque varios fantasmas, dada su facilidad para entrar y salir del mundo espiritual.
Vagabundos misteriosos, exploradores infatigables, heraldos... estos son los Caminantes Silenciosos. Sus raíces se encuentran en África y Oriente Medio, pero se les puede encontrar prácticamente por todo el mundo, viajando y escuchando. Para estos peregrinos, su hogar son los caminos; un túmulo o el hogar de un miembro de su Parentela es simplemente una parada en la que pueden descansar. Sus pies son más ligeros cuando pisan un sendero, ya sea de arena, hormigón o materia espiritual. Exploran aquellos lugares en los que ningún hombre lobo (o nadie) ha estado antes. Olfatean con sus hocicos todos los terrenos, y siguen adelante si no encuentran un pozo del Wyrm o algo igual de interesante. Visitan los túmulos de diversas tribus y se sabe que se juntan con magos, espíritus y hadas. Otros han visto moverse al Wyrm con una apariencia u otra, aunque lo llamen por un nombre diferente. Los Caminantes han pisado los caminos de los muertos, en busca de la sabiduría perdida de los espíritus inquietos de aquellos que se fueron antes. El aroma de la Umbra Oscura se adhiere a ellos, sumándose al misterio espectral que les envuelve como un sudario.
Apariencia: Los primeros Caminantes Silenciosos se originaron en el norte de África y Oriente Medio, hecho que se refleja en los rostros de la mayor parte de la tribu. Sin embargo, se han reproducido con humanos de todas las razas. Sea cualsea su origen étnico, suelen ser delgados y fuertes, debido a sus constantes viajes. En forma de lobo, son largos y esbeltos como los chacales del arte egipcio. Su pelaje suele ser de color negro brilante y sus ojos amarillos.
Parentela: Diseminada por todo el mundo, la Parentela de los Caminantes silenciosos está formada por viajeros: nómadas, beduinos, compañías circenses, gitanos, transportistas o marineros.
Territorio: Cualquier lugar y ningún lugar. Como peregrinos eternos, es raro que un Caminante Silencioso vea durante dos meses el mismo trozo de suelo.
Tótem Tribal: Búho
Fuerza de Voluntad Inicial: 3
Restricciones en Trasfondo: Los Caminantes silenciosos no pueden comprar Ancestros ni Recursos.
Dones Iniciales: Sentir al Wyrm, Silencio, Velocidad de Vértigo